# Vyborg Airlines

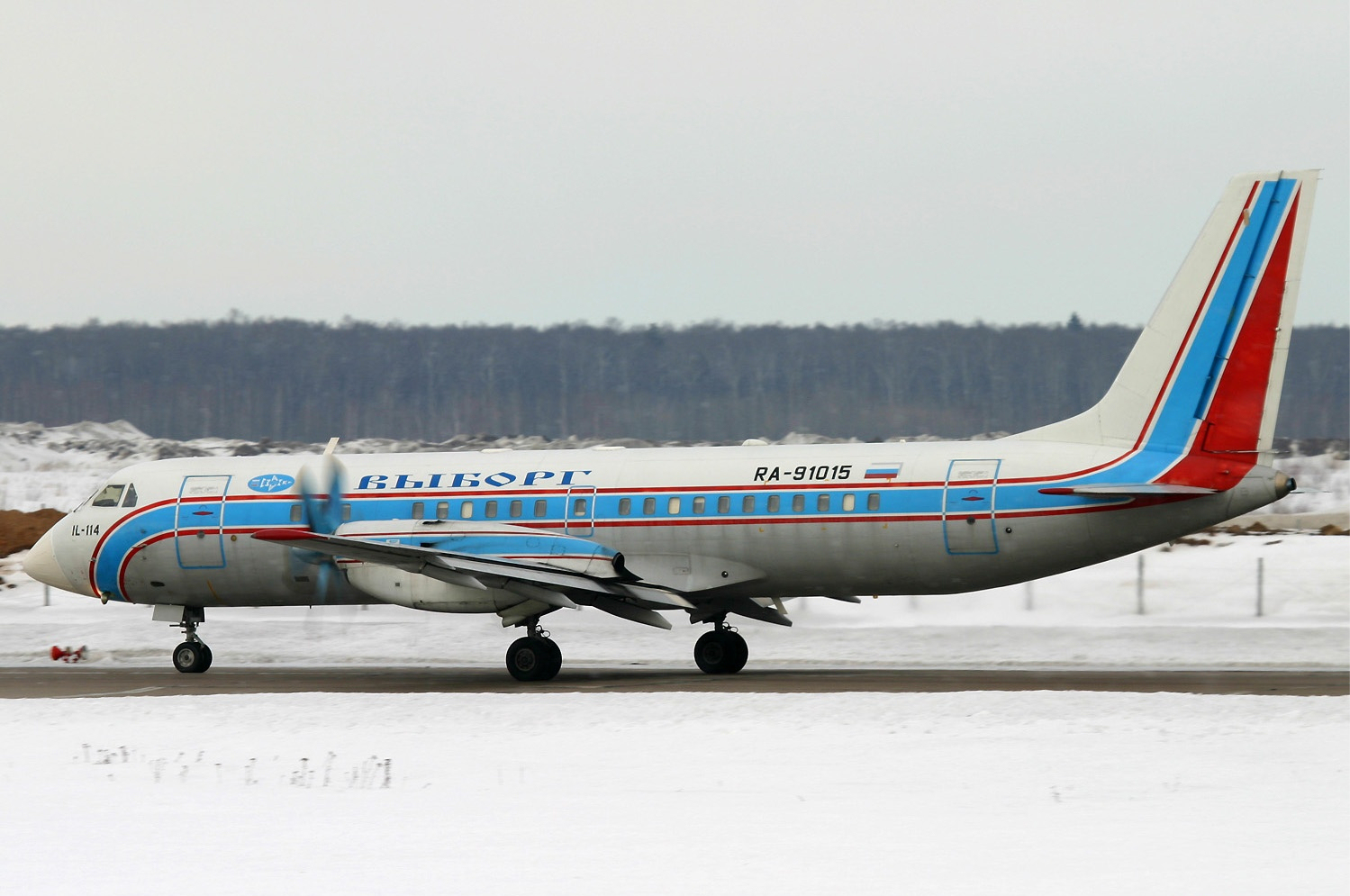
Ett Vyborg Ilyushin IL-114

Vyborg Airlines är ett före detta ryskt flygbolag med Viborg som hemmaflygplats och med huvudkontor i Sankt Petersburg. Bolaget bildades 2002 och opererade en flotta bestående av två  Iljusjin Il-114-flygplan. 2008 gick bolaget i konkurs som en följd av den kraftiga prisökningen på flygbränsle.